# 矢野梅庵
矢野 梅庵（やの ばいあん、文化11年5月1日（1814年6月18日） - 明治29年（1896年）6月15日）は、江戸時代末期（幕末期）の武士、福岡藩家老。諱は幸賢（とみかた）。通称は六太夫、相模。梅庵はその号。

## 生涯
福岡藩累世の重臣である、矢野家の第7代当主であり、福岡藩家老をつとめた矢野幸端（とみまさ）の長男として、福岡大名町堀端に生まれる。幼名は欣太郎。藩校修猷館に学ぶ。共に尊王攘夷派である平野国臣とは若い頃から親交があり、天下国家を論じ合っていた。
長崎警護を勤めた後、安政2年2月5日（1855年3月22日）家老の列に加えられ、藩政改革を主導するも、他の家老と意見を異にしたため、同年4月28日（1855年6月12日）家老職を退く。文久3年3月（1963年4月）家名を長男幸衡（とみひら）に譲り退隠して梅庵と号す。
元治元年8月17日（1864年9月17日）、再び家老職に就き、相模と称す。この頃、薩摩藩の大島吉之助（西郷隆盛）が幾度か福岡を訪れて国事を議していたが、梅庵はしばしば応接して天下の大勢を論じ合っている。翌慶応元年（1865年）の乙丑の獄では死罪を免れるも、再び家老職を退けられる。
明治維新後、福岡県大参事となり、県政に努める。明治29年（1896年）に83歳で死去する。